# Teucholabis inulta
Teucholabis inulta är en tvåvingeart som beskrevs av Alexander 1936. Teucholabis inulta ingår i släktet Teucholabis och familjen småharkrankar. Inga underarter finns listade i Catalogue of Life.